# 大姬蕨
大姬蕨（学名：Hypolepis gigantea）为姬蕨科姬蕨属下的一个种。

## 扩展阅读
- 維基物種上的相關：大姬蕨